# 博伊岑堡兰
博伊岑堡兰（德語：Boitzenburger Land）是德国勃兰登堡州的一个市镇，隶属于乌克马克县。总面积为217.35平方千米，截至2020年总人口为3089人。